# Things Are Looking Up
Things Are Looking Up är ett popalbum som släpptes den 15 oktober 2008 av popgruppen Pennebaker.

## Låtlista
| Nr           | Titel                                  | Längd |
| ------------ | -------------------------------------- | ----- |
| 1.           | Things Are Looking Up                  | 3:16  |
| 2.           | Yours to Keep                          | 3:30  |
| 3.           | We Belong                              | 4:02  |
| 4.           | Everything I Do (I'm Doing It for You) | 3:29  |
| 5.           | Shadow of a Doubt                      | 3:48  |
| 6.           | Guess I Had It                         | 3:44  |
| 7.           | I Know Your Love Is Gone               | 3:38  |
| 8.           | Ghost of a Love                        | 3:54  |
| 9.           | New York City                          | 2:54  |
| 10.          | If I Could Do It Again                 | 3:57  |
| 11.          | Bennybeat                              | 2:13  |
| Total längd: | Total längd:                           | 38:25 |